# Harold Bride
Harold Sydney Bride, britanski mornar in radijski operater, * 11. januar 1890 Nunhead, London, Anglija † 29. april 1956 Glasgow, Škotska.                                                    
Bride je bil mlajši brezžični operater na ladji RMS Titanic med njeno nesrečno krstno plovbo. Potem, ko je ladja zadela ledeno goro ob 23:40 14. aprila 1912, sta bila Bride z Jackom Phillipsom odgovorna za pošiljanje SOS signalov bližnjim ladjam, na katere se je odzvala RMS Carpathia in rešila preživele potnike. Vsi moški so ostali na potapljajoči se ladji dokler ni ladja v celoti potonila. Bride je preživel potop ladje. Nameraval se je vkrcati v enega od ladijskih reševalnih čolnov, vendar je pozneje ostal na krovu, dokler Phillips ni poslal vseh SOS signalov. Ko je voda dosegla glavno palubo je Bride splezal na prevrnjen zložljiv reševalni čoln B v vodi in ostal na čolnu do jutra, ko so ga rešili reševalci. Kljub temu, da je utrpel več poškodb, je pomagal Harlodu Cottamu, brežičnemu operaterju s Carpathie in njegovim prijateljem prenesti sezname preživelih in osebna sporočila z ladje. 

## Zgodnje življenje
Harold Bride se je rodil leta 1890 v Nunheadu v Londonu v Angliji. Bil je sin očeta Arthurja Bridea in matere Mary Ann Lowe. Bride je z družino živel v Bromleyju in je bil najmlajši od petih otrok. Po končani osnovni šoli se je Bride odločil, da želi postati brezžični operater in je zato delal v družinskem podjetju, da bi pomagal plačati šolanje. Zaključil je učenje za podjetje Marconi julija 1911. Delal je za Marconi, njegova prva dela na morju kot brezžični operater je bila na ladji SS Haverford; kasneje je delal na ladjah Beaverford, LaFrance, Lusitania in Anselm.

## RMS Titanic
Konec marca 1912 se je Bride pridružil posadki ladje RMS Titanic kot brezžični operater in kot pomočnik glavnega operaterja Jacka Phillipsa. Pojavile so se govorice, da sta se Bride in Phillips poznala še preden sta bila premeščena na Titanic, vendar je Bride vztrajal, da se predtem še nikoli nista srečala in s tem poznala. Titanic je 10. aprila 1912 izplul iz Southamptona v Angliji na njegovo krstno plovbo v New York City v ZDA. Bride in Phillips sta med plovbo prenašala osebna poročila potnikom in dobivala opozorila o ledenih gorah. 11. aprila, en dan potem, ko je Titanic odplul na svojo krstno plovbo, sta Bride in Phillips v njuni sobi praznovala Phillipsov 25. rojstni dan, s pecivom, ki so ga spekli in prinesli iz kuhinje pri jedilnici prvega razreda. 
14. aprila 1912 je Bride že zgodaj zvečer odšel spat v svojo sobo, da bi pustil Phillipsa opravljati v miru delo in da bi se naspal na naslednji dan. Medtem, ko je Bride spal v svoji kabini, je bil Phillips zaposlen pri odkrivanju zaostankov osebnih sporočil potnikov, poslanih v Cape Race v Novi Fundlandiji, ker zaradi brezžične povezave, ki se je pokvarila dan prej, ni mogel poslati teh sporočil. 
Titanic je ledeno goro zadel ob 23:40 isto noč in kmalu začel toniti. Bridea je trk prebudil, kmalu zatem pa je Bride vstal s postelje in odšel v brezžično sobo kjer je vprašal Phillipsa kaj se dogaja. Phillips mu je povedal, da so nekaj zadeli. Kmalu zatem se je Bride preoblekel v svojo obleko in odšel nazaj v brezžično sobo, ko je kmalu prišel kapitan Smith in jima naročil, naj se pripravita za pošiljanje SOS signalov. Kmalu po polnoči je kapitan Smith znova prišel v sobo in jima ukazal, naj začneta pošiljati SOS signale. 
Phillips je pošiljal SOS signale na kodo CQD medtem, ko je Bride kapitanu Smithu poročal katere ladje so se odzvale in odločile, da bodo pomagale Titanicu. Najbližja ladja, ki se je odzvala Titanicu, je bila RMS Carpathia. V nekem trenutku naj bi Bride Phillipsu rekel: "Pošlji SOS, novi klic in morda je tvoja zadnja priložnost, da ga pošlješ." Bride se je nato kmalu odpravil na kratek sprehod po palubi čolnov medtem, ko je Phillips opravil kratek počitek v svoji kabini. Ko se je Phillips vrnil na delo, je Bride pridrvel v brezžično sobo in sporočil Phillipsu, da je ves sprednji del ladje poplavljen in potopljen ter da bi bilo dobro si nadeti reševalne čolne. Bride se je začel pripravljati na zapustitev potapljajoče se ladje medtem, ko je Phillips še naprej opravljal svoje delo. 
Ob 2:00 je Phillips poslal svoj zadnji SOS signal, dve minuti pozneje pa je v sobo prišel kapitan Smith in povedal obema, da sta opravila svoje delo in da naj odideta na glavno palubo. Bride je nato zbral nekaj denarja in drugih sredstev v svoje žepe in manjšo torbo. Kmalu zatem je ustavil nekega neznanega člana posadke (najverjetneje mornarja) in ga nagnal iz sobe, ko je hotel Phillipsa zvleči iz sobe, da naj odide na palubo. Ko je električne energije na ladijski postaji Marconi zmanjkalo in ko je voda začela poplavljati sobo, sta Bride in Phillips zapustila brezžično sobo in odhitela na glavno palubo, kjer sta se razšla. Bride je pomagal pri spustitvi zložljivega čolna B s prostorov za častnike pod sprednjim dimnikom. Pri spustitvi je čoln padel narobe in Bridea ujel pod njegovim trupom. Ko je voda dosegla in poplavila palubo čolnov, je voda dosegla zaprt prostor v trupu prevrnjenega čolna pod katerim je bil ujet Bride. Zaradi vode se je čoln dvignil in Bride je uspel odplavati iz čolna na površje. Ko je priplaval na površje, je splezal na čoln in ostal na njem, saj ni bilo več mogoče čolna spraviti v pravilen položaj. Brideu in drugim potnikom na prevrnjenem zložljivem čolnu so zjutraj ob zori pomagali rešiti na Carpathio. 
Čeprav je na Carpathiji Bride počival, ker je utrpel nekaj poškodb, je pozneje Carpathijevemu radijskemu operaterju pomagal dostaviti sporočila, ki so ostala po potopu Titanica.

## Poznejši dogodki
Ko je Carpathia priplula v New York, so morali Bridea zaradi poškodb nog previdno izkrcati z ladje. V New Yorku je srečal novinarja New York Timesa in Gulliana Marconia, ki sta mu podarila 100 dolarjev za dobro delovanje med potopom. Bride je pozneje sodeloval v ameriški in britanski preiskavi na katerih so ga spraševali predvsem o opozorilih o ledenih gorah, ki jih je ladja prejemala. 
V ameriški preiskavi so Bride spraševali tudi o ignoriranju prošenj za informacije, medtem ko je na Carpathiji iz tiska in ameriške mornarice, ki je želela izvedeti usodo osebnega prijatelja in pomočnika Archibalda Butta. Bride je navedel, da imajo prednost osebna sporočila in seznami preživelih, preden odgovarjajo na vprašanja iz tiska, in zatrdil, da mornarica ne razume britanskih morsejevih signalov, kar je mornarica zanikala. Družba Marconi je bila obtožena, da je na skrivaj ustanovila intervju New York Timesa z Brideom in mu s Haroldom Cottamom rekla, naj molči, dokler ne prispeta v New York, vendar je Marconi obtožbe zanikal. Te zadeve se niso lotili in Bride je veljal za enega od junakov nesreče.
Kljub temu, da je bila ključna priča preiskav, je Bride po potopu ostal tih in miren. Pred Titanicovo krstno plovbo se je 16. marca 1912 zaročil z Mabel Ludlow, pa je zaroto prekinil septembra istega leta, ko je spoznal Lucy Downie, s katero se je poročil 10. aprila 1920. Avgusta 1912 v Londonu prek Melbourna, zapisi kažejo, da se je Bride vkrcal na SS Medina kot operater Marconi. Med prvo svetovno vojno je Bride služil kot brezžični operater na parobrodu Mona's Isle, leta 1922 pa sta se z Lucy preselila v Glasgow, kjer je Bride postal prodajalec. Imela sta tri otroke: Lucy, rojeno leta 1921, John, rojen leta 1924 in Jeanette, rojen leta 1929. Bride se je upokojil po drugi svetovni vojni.

## Smrt
Harold Bride je umrl 29. aprila 1956 v Glasgowu za posledicami pljučnega raka, star 66 let. Njegovo truplo je bilo kremirano v Glasgowu, pepel pa je bil raztresen na vrtu kapelice krematorija.